# Hans von Sichart
Hans Theodor von Sichart (* 5. Mai 1865 in Leipzig; † 30. September 1948 in Dresden) war deutscher Jurist und sächsisches Mitglied des Reichsrates.

## Leben und Wirken
Er war der Sohn des sächsischen Generalmajors Carl Johann von Sichart und erhielt seine Schulbildung auf der Fürsten- und Landesschule St. Afra zu Meißen, deren Besuch er zu Ostern 1885 mit dem Reifezeugnis beendete. Nach dem Wehrdienst beim 8. Infanterie-Regiment Nr. 107 in Leipzig studierte er Rechtswissenschaft an der Universität Leipzig, wo er 1889 die erste juristische Staatsprüfung ablegte und danach in den Vorbereitungsdienst bei den Amtsgerichten Dresden, Zschopau und Glauchau sowie ab 1892 bei der Generaldirektion der Königlich Sächsischen Staatseisenbahnen ging. 
1894 bestand er die zweite juristische Staatsprüfung ab und wurde in die Zoll- und Steuerdirektion in Dresden berufen. 1897 wechselte er als Finanzassessor und Hilfsarbeiter in das sächsische Finanzministerium, wo er 1903 zum Vortragenden Rat befördert wurde. 1909 erfolgte seine Ernennung zum Ministerialdirektor und zum Sächsischen Bundesratsbevollmächtigten in Berlin. Als solcher gehörte er dem Bundesrat an. Er wurde in der Folge Mitglied des Staatenausschusses und nahm an den Beratungen der Nationalversammlung in Weimar teil. 
Nach dem Inkrafttreten der neuen Reichsverfassung der Weimarer Republik 1919 wurde er sächsisches Mitglied des Reichsrats. Bis 1931 nahm er dort die Funktion des stellvertretenden Bevollmächtigten Sachsens wahr. Im Anschluss ging er in den Ruhestand. Er starb 1948 und lebte zuletzt als Ministerialdirektor a. D. in Radebeul.